# Tire
Tire – miasto w Turcji w prowincji İzmir.
Według danych na rok 2000 miasto zamieszkiwało 42 988 osób.